# Wereldkampioenschappen zwemmen 2024 – 4×100 meter wisselslag gemengd
De 4×100 meter wisselslag gemengd op de wereldkampioenschappen zwemmen 2024 in Doha vond plaats op 14 februari 2024. 

## Records
Voorafgaand aan het toernooi waren dit het wereldrecord en het kampioenschapsrecord.
| Wereldrecord         | Verenigd Koninkrijk Kathleen Dawson Adam Peaty James Guy Anna Hopkin  | 3.37,58 | Tokio     | 31 februari 2021 |
| Kampioenschapsrecord | Verenigde Staten Matt Grevers Lilly King Caeleb Dressel Simone Manuel | 3.38,56 | Boedapest | 26 februari 2017 |

## Uitslagen
De acht snelste teams in de series kwalificeerden zich voor de finale.

### Series
| Rang | Serie | Baan | Namen                  | Land | Tijd              | Bijz.             |
| ---- | ----- | ---- | ---------------------- | --- | ----------------- | ----------------- |
| 1    | 4     | 3    | Verenigd Koninkrijk    | Medi Harris (1.00,62) James Wilby (1.00,00) Duncan Scott (52,15) Anna Hopkin (52,73)                                      | 3.45,50           | Q                 |
| 2    | 3     | 4    | Australië              | Bradley Woodward (53,89) Sam Williamson (59,49) Alexandria Perkins (57,47) Abbey Harkin (54,69)                           | 3.45,54           | Q                 |
| 3    | 4     | 5    | Verenigde Staten       | Jack Aikins (53,49) Jake Foster (59,29) Rachel Klinker (58,18) Addison Sauickie (54,97)                                   | 3.45,93           | Q                 |
| 4    | 4     | 7    | Griekenland            | Apostolos Christou (53,67) Arkadios Aspougalis (1.00,54) Anna Ntountounaki (57,37) Theodora Drakou (54,96)                | 3.46,54           | Q                 |
| 5    | 4     | 2    | Polen                  | Ksawery Masiuk (53,09) Dominika Sztandera (1.07,28) Adrian Jaśkiewicz (51,63) Kornelia Fiedkiewicz (54,57)                | 3.46,57           | Q                 |
| 6    | 4     | 6    | Japan                  | Osamu Kato (54,30) Ikuru Hiroshima (1.00,44) Chiharu Iitsuka (58,13) Nagisa Ikemoto (54,05)                               | 3.46,92           | Q                 |
| 7    | 3     | 6    | Zweden                 | Hanna Rosvall (1.01,21) Erik Persson (1.00,52) Louise Hansson (56,99) Robin Hanson (48,78)                                | 3.47,50           | Q                 |
| 8    | 3     | 2    | Italië                 | Michele Lamberti (54,12) Ludovico Viberti (59,63) Giulia D'Innocenzo (59,45) Chiara Tarantino (54,45)                     | 3.47,65           | Q                 |
| 9    | 3     | 3    | Canada                 | Blake Tierney (54,12) James Dergousoff (1.01,46) Katerine Savard (58,70) Taylor Ruck (53,71)                              | 3.47,99           |                   |
| 10   | 4     | 9    | Zuid-Afrika            | Pieter Coetze (53,95) Lara van Niekerk (1.07,23) Erin Gallagher (57,46) Clayton Jimmie (49,39)                            | 3.48,03           |                   |
| 11   | 4     | 4    | China                  | Chen Jie (1.02,38) Dong Zhihao (59,18) Yu Yiting (58,27) Ji Xinjie (48,33)                                                | 3.48,16           |                   |
| 12   | 3     | 7    | Spanje                 | Carmen Weiler (1.01,00) Carles Coll (1.00,56) Mario Mollá (51,98) María Daza (55,53)                                      | 3.49,07           |                   |
| 13   | 4     | 8    | Hongarije              | Ádám Jászó (54,23) Eszter Békési (1.08,99) Richárd Márton (52,69) Petra Senánszky (54,49)                                 | 3.50,40           |                   |
| 14   | 4     | 1    | Singapore              | Levenia Sim (1.02,89) Letitia Sim (1.06,94) Tzen Wei Teong (52,26) Mikkel Lee (48,93)                                     | 3.51,02           |                   |
| 15   | 2     | 5    | Litouwen               | Erikas Grigaitis (55,49) Rūta Meilutytė (1.07,39) Andrius Ŝidlauskas (53,67) Smilte Plytnykaitė (55,44)                   | 3.51,99           |                   |
| 16   | 4     | 0    | Filipijnen             | Jerard Jacinto (57,38) Thanya Dela Cruz (1.08,87) Jarod Hatch (53,35) Kayla Sanchez (54,31)                               | 3.53,91           |                   |
| 17   | 3     | 1    | Kazachstan             | Xeniya Ignatova (1.02,36) Arsen Korzhakhmetov (1.03,32) Sofia Spodarenko (59,51) Adilbek Mussin (49,26)                   | 3.54,45           |                   |
| 18   | 3     | 9    | Slowakije              | Teresa Ivan (1.02,55) František Jablčník (1.04,84) Tibor Tišťan (54,88) Tamara Potocká (55,57)                            | 3.57,84           |                   |
| 19   | 3     | 8    | Hongkong               | Cindy Cheung (1.02,18) Lau Shiu Yue (1.10,14) Natalie Kan (1.00,00) Ian Ho (50,77)                                        | 4.03,09           |                   |
| 20   | 2     | 2    | Mongolië               | Ariuntamir Enkh-Amgalan (1.04,72) Erkhes Enkhtur (1.05,48) Enkhtamir Batbayar (58,42) Batbayaryn Enkhkhüslen (56,47)      | 4.05,09           | NR                |
| 21   | 2     | 8    | India                  | Suvana Chetana Baskar (1.06,32) Likhith Selvaraj Prema (1.03,53) Tanish George Mathew (56,04) Dhinidhi Desinghu (59,21)   | 4.05,10           |                   |
| 22   | 1     | 6    | Cookeilanden           | Jacob Story (59,91) Lanihei Connolly (1.10,66) Wesley Roberts (54,69) Mia Laban (1.00,54)                                 | 4.05,80           |                   |
| 23   | 3     | 0    | Thailand               | Ratthawit Thammananthachote (58,10) Saovanee Boonamphai (1.11,32) Navaphat Wongcharoen (53,71) Jenjira Srisaard (1.02,81) | 4.05,94           |                   |
| 24   | 2     | 3    | Bahama's               | Lamar Taylor (56,82) Rhanishka Gibbs (1.12,42) Marvin Johnson (56,94) Victoria Russell (1.00,73)                          | 4.06,91           |                   |
| 25   | 2     | 6    | Armenië                | Artur Barseghyan (1.00,88) Ashot Chakhoyan (1.05,44) Varsenik Manucharyan (1.03,62) Ani Poghosyan (58,65)                 | 4.08,59           | NR                |
| 26   | 2     | 0    | Oeganda                | Kirabo Namutebi (1.12,34) Tendo Mukalazi (1.07,69) Jesse Ssengonzi (53,76) Gloria Muzito (56,15)                          | 4.09,94           | NR                |
| 27   | 1     | 3    | Kenia                  | Imara Thorpe (1.09,59) Maria Brunlehner (1.14,09) Ridhwan Mohamed (57,84) Monyo Maina (52,29)                             | 4.13,81           |                   |
| 28   | 2     | 4    | Dominicaanse Republiek | Anthony Pineiro (57,62) Javier Núñez (1.07,44) María Alejandra Fernández (1.06,43) Alejandra Santana (1.02,95)            | 4.14,44           |                   |
| 29   | 2     | 7    | Bahrein                | Amani Al-Obaidli (1.06,02) Saud Ghali (1.07,15) Ahmed Theibich (1.02,54) Noor Yusuf Abdulla (1.04,97)                     | 4.20,68           | NR                |
| 30   | 2     | 9    | Micronesië             | Katerson Moya (1.07,31) Tasi Limtiaco (1.04,60) Kestra Kihleng (1.11,67) Taeyanna Adams (1.05,67)                         | 4.29,25           | NR                |
| 31   | 1     | 4    | Guam                   | James Hendrix (1.04,34) Israel Poppe (1.11,84) Amaya Bollinger (1.13,33) Mia Lee (1.01,23)                                | 4.30,74           | NR                |
| 32   | 1     | 5    | Malediven              | Hamna Ahmed (1.19,87) Mubal Azzam Ibrahim (1.14,47) Mohamed Rihan Shiham (1.01,39) Aishath Ulya Shaig (1.06,10)           | 4.41,83           |                   |
| –    | 2     | 1    | Tsjechië               | | Niet gestart      | Niet gestart      |
| –    | 3     | 5    | Nederland              | Maaike de Waard (1.00,67) Caspar Corbeau (59,00) Nyls Korstanje (51,36) Kira Toussaint                                    | Gediskwalificeerd | Gediskwalificeerd |

### Finale
| Rang   | Baan | Land                | Namen | Tijd    | Bijz. |
| ------ | ---- | ------------------- | --- | ------- | ----- |
| Goud   | 3    | Verenigde Staten    | Hunter Armstrong (53,07) Nic Fink (58,27) Claire Curzan (56,54) Kate Douglass (52,34)                      | 3.40,22 |       |
| Zilver | 5    | Australië           | Bradley Woodward (53,92) Sam Williamson (59,54) Brianna Throssell (57,22) Shayna Jack (52,44)              | 3.43,12 |       |
| Brons  | 4    | Verenigd Koninkrijk | Medi Harris (1.00,28) Adam Peaty (59,42) Matthew Richards (52,87) Anna Hopkin (52,52)                      | 3.45,09 |       |
| 4      | 2    | Polen               | Ksawery Masiuk (53,39) Dominika Sztandera (1.06,98) Jakub Majerski (51,05) Katarzyna Wasick (54,62)        | 3.46,04 |       |
| 5      | 6    | Griekenland         | Apostolos Christou (53,50) Arkadios Aspougalis (1.01,22) Anna Ntountounaki (56,88) Theodora Drakou (55,09) | 3.46,69 |       |
| 6      | 8    | Italië              | Michele Lamberti (54,48) Nicolò Martinenghi (58,21) Giulia D'Innocenzo (1.00,22) Chiara Tarantino (54,38)  | 3.47,29 |       |
| 7      | 1    | Zweden              | Hanna Rosvall (1.01,50) Erik Persson (1.00,16) Louise Hansson (57,39) Björn Seeliger (48,41)               | 3.47,46 |       |
| 8      | 7    | Japan               | Osamu Kato (54,68) Ikuru Hiroshima (1.00,50) Chiharu Iitsuka (58,16) Nagisa Ikemoto (54,26)                | 3.47,60 |       |